# Élections législatives de 2024 dans la Seine-Maritime
Les élections législatives françaises de 2024 dans la Seine-Maritime se déroulent les 30 juin et 7 juillet 2024. Dans le département, dix députés sont à élire dans le cadre de dix circonscriptions, à la suite de la dissolution de l'Assemblée nationale par Emmanuel Macron.
Le choix de cette dissolution est pris après la défaite de la liste Renaissance aux élections européennes qui ont eu lieu le 9 juin 2024.
Ce scrutin est marqué par la progression du Rassemblement national, qui augmente considérablement ses scores en se qualifiant pour tous les seconds tours et gagnant deux députés, au détriment du camp présidentiel, tandis que la gauche conserve le même nombre de députés.

## Contexte

### Élections législatives de 2022
Les élections législatives de 2022 voient la coalition Ensemble, menée par Renaissance (ex-LREM) et Horizons, parti de l'ancien Premier Ministre Édouard Philippe, conserver cinq des dix sièges à pourvoir dans le département avec un score de 31,51 % des voix au second tour.

La Nouvelle Union populaire écologique et sociale, alliance des partis de gauche créée pour les élections législatives, emmenée par La France insoumise, le Parti socialiste, le Parti communiste français et Europe Écologie-Les Verts, remporte un siège de plus par rapport à 2017, s'élevant ainsi à cinq sièges avec un score de 40,17 % au second tour. Le Rassemblement national et Les Républicains ne remportent aucun siège avec les scores respectifs de 28,30 % et 5,71 %.

### Élections européennes de 2024
| Circonscription | RN      | ENS     | PS - PP | LFI     | LR     |
| --------------- | ------- | ------- | ------- | ------- | ------ |
| Circonscription |         |         |         |         |        |
| 1re             | 16,92 % | 16,3 %  | 20,79 % | 14,87 % | 8,03 % |
| 2e              | 32,21 % | 17,81 % | 14,16 % | 6,1 %   | 8,65 % |
| 3e              | 28,51 % | 9,79 %  | 16,18 % | 18,64 % | 3,31 % |
| 4e              | 39,13 % | 10,65 % | 13,99 % | 12,4 %  | 3,84 % |
| 5e              | 40,93 % | 13,26 % | 13,82 % | 5,64 %  | 5,84 % |
| 6e              | 44,92 % | 13,28 % | 9,18 %  | 3,78 %  | 6,56 % |
| 7e              | 28,61 % | 18,58 % | 14,9 %  | 9,07 %  | 6,67 % |
| 8e              | 33,32 % | 11,55 % | 11,27 % | 15,89 % | 3,74 % |
| 9e              | 42,85 % | 14,04 % | 10,89 % | 4,57 %  | 6,06 % |
| 10e             | 43,64 % | 13,92 % | 10,5 %  | 4,05 %  | 7,51 % |

## Système électoral
Les élections législatives ont lieu au scrutin uninominal majoritaire à deux tours dans des circonscriptions uninominales.
Est élu au premier tour le candidat qui réunit la majorité absolue des suffrages exprimés et un nombre de voix au moins égal au quart des électeurs inscrits dans la circonscription, soit 25 %. Si aucun des candidats ne satisfait ces conditions, un second tour est organisé entre les candidats ayant réuni un nombre de voix au moins égal à un huitième des inscrits, soit 12,5 %. Les deux candidats arrivés en tête du 1er tour se maintiennent néanmoins par défaut si un seul ou aucun d'entre eux n'a atteint ce seuil. Au second tour, le candidat arrivé en tête est déclaré élu,.
Le seuil de qualification basé sur un pourcentage du total des inscrits et non des suffrages exprimés rend plus difficile l'accès au second tour lorsque l'abstention est élevée. Le système permet en revanche l'accès au second tour de plus de deux candidats si plusieurs d'entre eux franchissent le seuil de 12,5 % des inscrits. Les candidats en lice au second tour peuvent ainsi être trois, un cas de figure appelé « triangulaire ». Les second tours où s'affrontent quatre candidats, appelés « quadrangulaire » sont également possibles, mais beaucoup plus rares,.

### Partis et nuances
Les résultats des élections sont publiés en France par le ministère de l'Intérieur, qui classe les partis en leur attribuant des nuances politiques. Ces dernières sont décidées par les préfets, qui les attribuent indifféremment de l'étiquette politique déclarée par les candidats, qui peut être celle d'un parti ou une candidature sans étiquette.
Seuls le Parti communiste français (COM), La France insoumise (FI), le Parti socialiste (SOC), le Parti radical de gauche (RDG), Les Écologistes (VEC), Renaissance (RE), le Mouvement démocrate (MDM), Horizons (HOR), l'Union des démocrates et indépendants (UDI), Les Républicains (LR), le Rassemblement national (RN) et Reconquête (REC) se voient attribuer en 2024 des nuances propres. Les coalitions Ensemble et Nouveau front populaire, ainsi que les candidats de l'alliance LR-Ciotti-RN, en bénéficient également indirectement, les nuances Ensemble ! (Majorité présidentielle) (ENS), Union de la gauche (UG) et Union de l'extrême-droite (UXD) étant attribuables aux candidats bénéficiant respectivement du soutien de deux partis du centre, de deux partis de gauche ou de deux partis d'extrême-droite,.
Tous les autres partis se voient attribuer l'une ou l'autre des nuances suivantes : EXG (extrême gauche), DVG (divers gauche), ECO (écologiste), REG (régionaliste), DVC (divers centre), DVD (divers droite), DSV (droite souverainiste) et EXD (extrême droite). Des partis comme Debout la France ou Lutte ouvrière ne disposent ainsi pas de nuances propres, et leurs résultats nationaux ne sont pas publiés séparément par le ministère, car mélangés avec d'autres partis (respectivement dans les nuances DSV et EXG).

## Résultats

### Élus
| Circonscription | Député sortant                             | Parti | Parti | Groupe | Député élu ou réélu           | Parti | Parti | Groupe |
| --------------- | ------------------------------------------ | ----- | ----- | ------ | ----------------------------- | ----- | ----- | ------ |
| 1e              | Damien Adam                                |       | RE    | RE     | Florence Hérouin-Léautey      |       | PS    | SOC    |
| 2e              | Annie Vidal                                |       | RE    | RE     | Annie Vidal                   |       | RE    | EPR    |
| 3e              | Édouard Bénard suppléant d'Hubert Wulfranc |       | PCF   | GDR    | Édouard Bénard                |       | PCF   | GDR    |
| 4e              | Alma Dufour                                |       | LFI   | LFI    | Alma Dufour                   |       | LFI   | LFI    |
| 5e              | Gérard Leseul                              |       | PS    | SOC    | Gérard Leseul                 |       | PS    | SOC    |
| 6e              | Sébastien Jumel                            |       | PCF   | GDR    | Patrice Martin                |       | RN    | RN     |
| 7e              | Agnès Firmin-Le Bodo                       |       | HOR   | HOR    | Agnès Firmin-Le Bodo          |       | HOR   | HOR    |
| 8e              | Jean-Paul Lecoq                            |       | PCF   | GDR    | Jean-Paul Lecoq               |       | PCF   | GDR    |
| 9e              | Marie-Agnès Poussier-Winsback              |       | HOR   | HOR    | Marie-Agnès Poussier-Winsback |       | HOR   | HOR    |
| 10e             | Xavier Batut                               |       | HOR   | HOR    | Robert Le Bourgeois           |       | RN    | RN     |

### Résultats à l'échelle du département

#### Résultats par coalition
| Parti et coalition                          | Parti et coalition                                       | Parti et coalition                                       | Premier tour | Premier tour | Premier tour | Second tour   | Second tour   | Second tour | Total Sièges  | +/-           |  |
| Parti et coalition                          | Parti et coalition                                       | Parti et coalition                                       | Voix         | %            | Sièges       | Voix          | %             | Sièges      | Total Sièges  | +/-           |  |
| ------------------------------------------- | -------------------------------------------------------- | -------------------------------------------------------- | ------------ | ------------ | ------------ | ------------- | ------------- | ----------- | ------------- | ------------- |  |
|                                             | Rassemblement national (RN)                              | Rassemblement national (RN)                              | 214 320      | 36,96        | 0            | 240 654       | 42,77         | 2           | 2             | 2             |  |
|                                             |                                                          | Parti communiste français (PCF)                          | 75 222       | 12,97        | 0            | 84 940        | 15,09         | 2           | 2             | 1             |  |
|                                             | Parti socialiste (PS)                                    | 74 285                                                   | 12,81        | 0            | 54 784       | 9,74          | 2             | 2           | 1             |               |  |
|                                             | La France insoumise (LFI)                                | 29 180                                                   | 5,03         | 0            | 26 194       | 4,66          | 1             | 1           | en stagnation |               |  |
| Total Nouveau Front populaire (NFP)         | Total Nouveau Front populaire (NFP)                      | 178 687                                                  | 30,81        | 0            | 165 918      | 29,48         | 5             | 5           | en stagnation |               |  |
|                                             |                                                          | Horizons (HOR)                                           | 101 052      | 17,42        | 0            | 103 713       | 18,43         | 2           | 2             | en stagnation |  |
|                                             | Renaissance (RE)                                         | 31 452                                                   | 5,42         | 0            | 52 444       | 9,32          | 1             | 1           | 2             |               |  |
| Total Ensemble pour la République (ENS)     | Total Ensemble pour la République (ENS)                  | 132 504                                                  | 22,85        | 0            | 156 157      | 27,75         | 3             | 3           | 2             |               |  |
|                                             |                                                          | Les Républicains (LR)                                    | 23 079       | 3,98         | 0            |               |               |             | 0             | en stagnation |  |
|                                             | Les Centristes - Le Nouveau centre (LC)                  | 11 452                                                   | 1,97         | 0            | 0            | en stagnation |               |             |               |               |  |
| Total Union de la droite et du centre (UDC) | Total Union de la droite et du centre (UDC)              | 34 531                                                   | 5,95         | 0            | 0            | en stagnation |               |             |               |               |  |
|                                             | Lutte ouvrière (LO)                                      | Lutte ouvrière (LO)                                      | 8 281        | 1,43         | 0            | 0             | en stagnation |             |               |               |  |
|                                             | Reconquête (REC)                                         | Reconquête (REC)                                         | 6 368        | 1,10         | 0            | 0             | en stagnation |             |               |               |  |
|                                             | Debout la France (DLF)                                   | Debout la France (DLF)                                   | 3 064        | 0,52         | 0            | 0             | en stagnation |             |               |               |  |
|                                             | Les Radicaux de Gauche (LRDG)                            | Les Radicaux de Gauche (LRDG)                            | 1 292        | 0,22         | 0            | 0             | en stagnation |             |               |               |  |
|                                             |                                                          | Alliance centriste (AC)                                  | 392          | 0,07         | 0            | 0             | en stagnation |             |               |               |  |
|                                             | Europe Égalité Écologie ! (EÉÉ)                          | 122                                                      | 0,02         | 0            | 0            | Nv            |               |             |               |               |  |
| Total Le Centre (LC)                        | Total Le Centre (LC)                                     | 514                                                      | 0,09         | 0            | 0            | en stagnation |               |             |               |               |  |
|                                             | Nouveau Parti anticapitaliste - Révolutionnaires (NPA-R) | Nouveau Parti anticapitaliste - Révolutionnaires (NPA-R) | 271          | 0,05         | 0            | 0             | Nv            |             |               |               |  |
|                                             | Les Écologistes (LÉ)                                     | Les Écologistes (LÉ)                                     | 1            | 0,00         | 0            | 0             | en stagnation |             |               |               |  |
|                                             | Autres partis                                            | Autres partis                                            | 111          | 0,02         | 0            | 0             | en stagnation |             |               |               |  |
|                                             | Sans étiquette (SE)                                      | Sans étiquette (SE)                                      | 3            | 0,00         | 0            | 0             | en stagnation |             |               |               |  |
|                                             |                                                          |                                                          |              |              |              |               |               |             |               |               |  |
| Suffrages exprimés                          | Suffrages exprimés                                       | Suffrages exprimés                                       | 579 947      | 97,42        |              | 562 729       | 94,51         |             |               |               |  |
| Votes blancs                                | Votes blancs                                             | Votes blancs                                             | 11 991       | 2,01         | 26 505       | 4,45          |               |             |               |               |  |
| Votes nuls                                  | Votes nuls                                               | Votes nuls                                               | 3 355        | 0,56         | 6 184        | 1,04          |               |             |               |               |  |
| Total                                       | Total                                                    | Total                                                    | 595 293      | 100          | 0            | 595 418       | 100           | 10          | 10            | en stagnation |  |
| Abstentions                                 | Abstentions                                              | Abstentions                                              | 284 456      | 32,33        |              | 284 394       | 32,32         |             |               |               |  |
| Inscrits/Participation                      | Inscrits/Participation                                   | Inscrits/Participation                                   | 879 749      | 67,67        | 879 812      | 67,68         |               |             |               |               |  |

#### Résultats par nuances
| Nuance                 | Nuance                        | Nuance                 | Premier tour | Premier tour | Premier tour | Second tour | Second tour   | Second tour | Total Sièges | +/-           |  |
| Nuance                 | Nuance                        | Nuance                 | Voix         | %            | Sièges       | Voix        | %             | Sièges      | Total Sièges | +/-           |  |
| ---------------------- | ----------------------------- | ---------------------- | ------------ | ------------ | ------------ | ----------- | ------------- | ----------- | ------------ | ------------- |  |
|                        | Rassemblement national        | RN                     | 214 320      | 36,96        | 0            | 240 654     | 42,77         | 2           | 2            | 2             |  |
|                        | Union de la gauche            | UG                     | 178 687      | 30,81        | 0            | 165 918     | 29,48         | 5           | 5            | en stagnation |  |
|                        | Horizons                      | HOR                    | 101 052      | 17,42        | 0            | 103 713     | 18,43         | 2           | 2            | Nv            |  |
|                        | Ensemble pour la République ! | ENS                    | 31 452       | 5,42         | 0            | 52 444      | 9,32          | 1           | 1            | 4             |  |
|                        | Les Républicains              | LR                     | 23 079       | 3,98         | 0            |             |               |             | 0            | en stagnation |  |
|                        | Divers droite                 | DVD                    | 11 452       | 1,97         | 0            | 0           | en stagnation |             |              |               |  |
|                        | Extrême gauche                | EXG                    | 8 552        | 1,47         | 0            | 0           | en stagnation |             |              |               |  |
|                        | Reconquête                    | REC                    | 6 368        | 1,10         | 0            | 0           | en stagnation |             |              |               |  |
|                        | Droite souverainiste          | DSV                    | 3 064        | 0,53         | 0            | 0           | en stagnation |             |              |               |  |
|                        | Divers gauche                 | DVG                    | 1 404        | 0,24         | 0            | 0           | en stagnation |             |              |               |  |
|                        | Divers centre                 | DVC                    | 514          | 0,09         | 0            | 0           | en stagnation |             |              |               |  |
|                        | Divers                        | DIV                    | 3            | 0,00         | 0            | 0           | en stagnation |             |              |               |  |
|                        |                               |                        |              |              |              |             |               |             |              |               |  |
| Suffrages exprimés     | Suffrages exprimés            | Suffrages exprimés     | 579 947      | 97,42        |              | 562 729     | 94,51         |             |              |               |  |
| Votes blancs           | Votes blancs                  | Votes blancs           | 11 991       | 2,01         | 26 505       | 4,45        |               |             |              |               |  |
| Votes nuls             | Votes nuls                    | Votes nuls             | 3 355        | 0,56         | 6 184        | 1,04        |               |             |              |               |  |
| Total                  | Total                         | Total                  | 595 293      | 100          | 0            | 595 418     | 100           | 10          | 10           | en stagnation |  |
| Abstentions            | Abstentions                   | Abstentions            | 284 456      | 32,33        |              | 284 394     | 32,32         |             |              |               |  |
| Inscrits/Participation | Inscrits/Participation        | Inscrits/Participation | 879 749      | 67,67        | 879 812      | 67,68       |               |             |              |               |  |

### Résultats par circonscription

#### Première circonscription
Député sortant : Damien Adam (Renaissance)
| Candidat                 | Candidat                 | Parti et coalition       | Nuance                   | Premier tour | Premier tour | Second tour | Second tour |
| Candidat                 | Candidat                 | Parti et coalition       | Nuance                   | Voix         | %            | Voix        | %           |
| ------------------------ | ------------------------ | ------------------------ | ------------------------ | ------------ | ------------ | ----------- | ----------- |
|                          | Florence Hérouin-Léautey | PS (NFP)                 | UG                       | 20 040       | 44,44        | 22 790      | 51,23       |
|                          | Damien Adam              | RE (ENS)                 | ENS                      | 12 456       | 27,62        | 12 690      | 28,52       |
|                          | Grégoire Houdan          | RN                       | RN                       | 8 567        | 19,00        | 9 009       | 20,25       |
|                          | Patrick Chabert          | LC (UDC)                 | DVD                      | 2 606        | 5,78         |             |             |
|                          | Christian Savey          | REC                      | REC                      | 465          | 1,03         |             |             |
|                          | Valérie Foissey          | LO                       | EXG                      | 454          | 1,01         |             |             |
|                          | Marie-Hélène Duverger    | NPA-R                    | EXG                      | 271          | 0,60         |             |             |
|                          | Jody Horcholle           | EÉÉ (LC)                 | DVC                      | 122          | 0,27         |             |             |
|                          | Richard Vacquer          | RS                       | DVG                      | 111          | 0,25         |             |             |
|                          | Mikhail Stachkov         | SE                       | DIV                      | 3            | 0,01         |             |             |
|                          |                          |                          |                          |              |              |             |             |
| Votes valides            | Votes valides            | Votes valides            | Votes valides            | 45 095       | 98,27        | 44 489      | 97,89       |
| Votes blancs             | Votes blancs             | Votes blancs             | Votes blancs             | 585          | 1,27         | 709         | 1,56        |
| Votes nuls               | Votes nuls               | Votes nuls               | Votes nuls               | 208          | 0,45         | 248         | 0,55        |
| Total                    | Total                    | Total                    | Total                    | 45 888       | 100          | 45 446      | 100         |
| Abstention               | Abstention               | Abstention               | Abstention               | 20 713       | 31,10        | 21 175      | 31,78       |
| Inscrits / participation | Inscrits / participation | Inscrits / participation | Inscrits / participation | 66 601       | 68,90        | 66 621      | 68,22       |

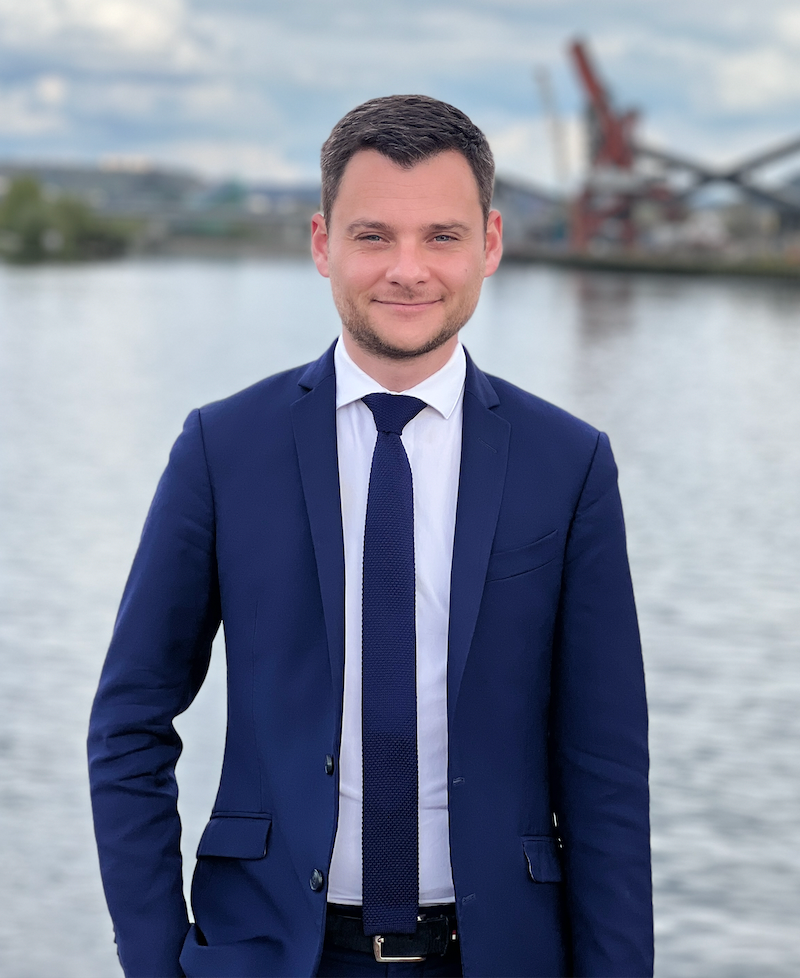
Damien Adam est battu à Rouen après sept années de députation.

La première circonscription de Seine-Maritime couvre la majeure partie de la ville de Rouen (rive-droite) ainsi que les communes limitrophes de Mont-Saint-Aignan et Déville-lès-Rouen. Élu en 2017 en soutien à Emmanuel Macron, Damien Adam est réélu d'extrême justesse en 2022 face à un candidat de La France insoumise. Deux ans plus tard, la circonscription est attribuée au Parti socialiste dans le cadre de l'accord à gauche pour le Nouveau Front populaire. L'adjointe au maire de Rouen Florence Hérouin-Léautey arrive largement en tête au premier tour et remporte une majorité absolue au second tour malgré la triangulaire avec le député sortant et le Rassemblement national. Elle obtient 55 % à Rouen, 41 % à Mont-Saint-Aignan et 42 % à Déville, où elle est talonnée par l'extrême-droite qui y obtient 36 %.

#### Deuxième circonscription
Députée sortante : Annie Vidal (Renaissance)
| Candidat                 | Candidat                 | Parti et coalition       | Nuance                   | Premier tour | Premier tour | Second tour | Second tour |
| Candidat                 | Candidat                 | Parti et coalition       | Nuance                   | Voix         | %            | Voix        | %           |
| ------------------------ | ------------------------ | ------------------------ | ------------------------ | ------------ | ------------ | ----------- | ----------- |
|                          | Vanessa Lancelot         | RN                       | RN                       | 23 135       | 33,77        | 26 594      | 40,08       |
|                          | Annie Vidal              | RE (ENS)                 | ENS                      | 18 996       | 27,73        | 39 754      | 59,92       |
|                          | Vincent Decorde          | PS (NFP)                 | UG                       | 16 753       | 24,46        | Retrait     | Retrait     |
|                          | Jonas Haddad             | LR (UDC)                 | LR                       | 7 429        | 10,85        |             |             |
|                          | Jean-Claude Garault      | LO                       | EXG                      | 877          | 1,28         |             |             |
|                          | Marie-Françoise Accard   | DLF                      | DSV                      | 666          | 0,97         |             |             |
|                          | Frédéric Mazier          | REC                      | REC                      | 643          | 0,94         |             |             |
|                          | Soren Petiot             | SE                       | DVG                      | 0            | 0,00         |             |             |
|                          |                          |                          |                          |              |              |             |             |
| Votes valides            | Votes valides            | Votes valides            | Votes valides            | 68 499       | 97,65        | 66 348      | 95,22       |
| Votes blancs             | Votes blancs             | Votes blancs             | Votes blancs             | 1 266        | 1,80         | 2 679       | 3,84        |
| Votes nuls               | Votes nuls               | Votes nuls               | Votes nuls               | 386          | 0,55         | 655         | 0,94        |
| Total                    | Total                    | Total                    | Total                    | 70 151       | 100          | 69 682      | 100         |
| Abstention               | Abstention               | Abstention               | Abstention               | 25 625       | 26,76        | 26 095      | 27,25       |
| Inscrits / participation | Inscrits / participation | Inscrits / participation | Inscrits / participation | 95 776       | 73,24        | 95 777      | 72,75       |

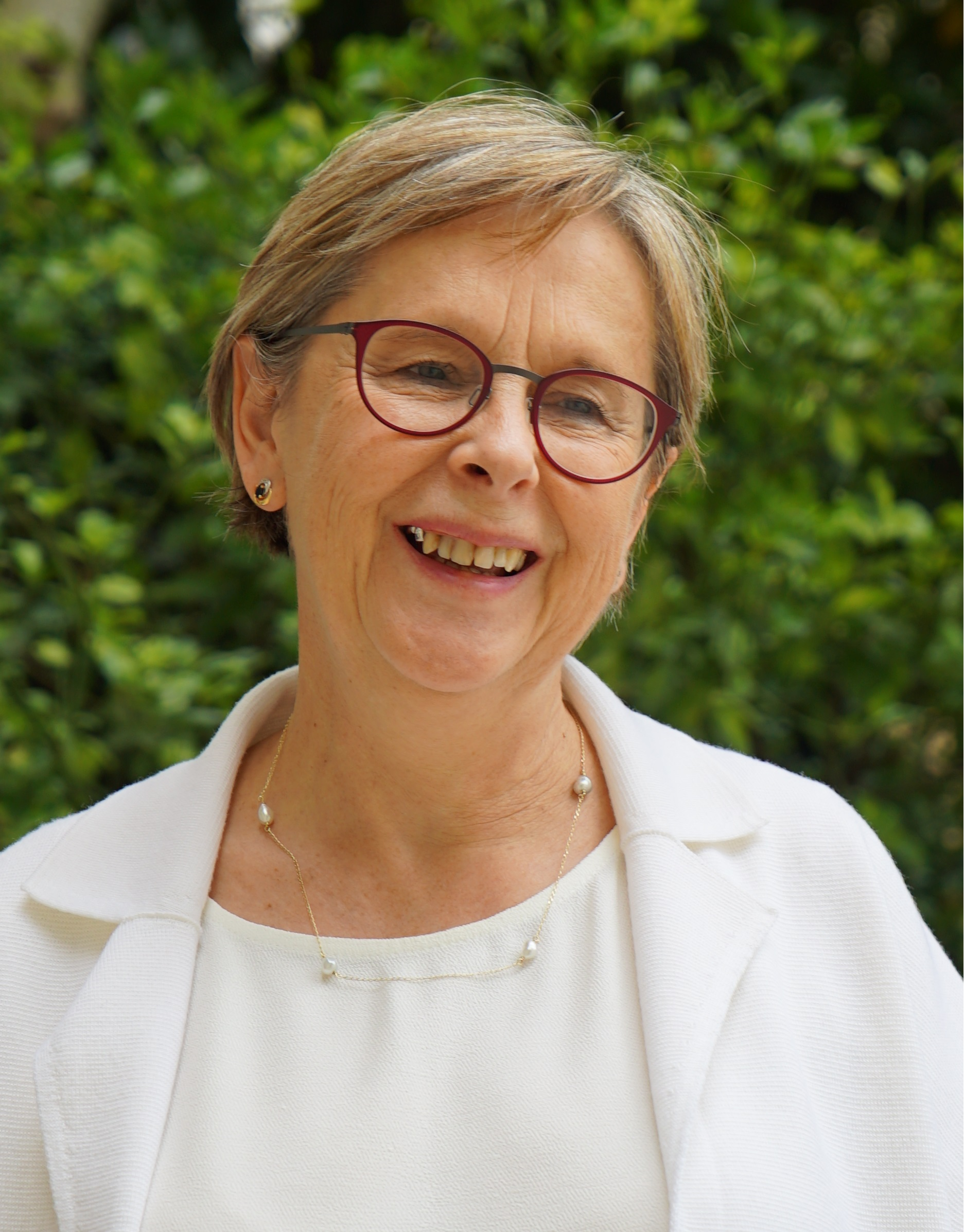
Annie Vidal est réélue depuis 2017.

La deuxième circonscription couvre la périphérie ouest de Rouen et la partie sud-est du département depuis le redécoupage de 2010. Élue en 2017, Annie Vidal est réélue en 2022 avec 59 % avec des voix face à un candidat de La France insoumise. Deux ans plus tard, elle est réélue avec la même avance, malgré la progression du Rassemblement national qui se qualifie pour le second tour. Elle obtient près de 74 % des voix à Bihorel et Bois-Guillaume ou 68 % à Bonsecours et Le Mesnil-Esnard, toutes des villes de la métropole de Rouen, tandis que l'extrême-droite est en tête à Gournay-en-Bray avec 60 % des voix et 54 % à Buchy.

#### Troisième circonscription
Député sortant : Édouard Bénard (Parti communiste français)
| Candidat                 | Candidat                 | Parti et coalition       | Nuance                   | Premier tour | Premier tour | Second tour | Second tour |
| Candidat                 | Candidat                 | Parti et coalition       | Nuance                   | Voix         | %            | Voix        | %           |
| ------------------------ | ------------------------ | ------------------------ | ------------------------ | ------------ | ------------ | ----------- | ----------- |
|                          | Édouard Bénard           | PCF (NFP)                | UG                       | 21 000       | 48,64        | 27 329      | 66,88       |
|                          | Pauline Daniel           | RN                       | RN                       | 12 194       | 28,24        | 13 533      | 33,12       |
|                          | Letycia Ossibi           | HOR (ENS)                | HOR                      | 5 951        | 13,78        |             |             |
|                          | Alexis Coppein           | LC (UDC)                 | DVD                      | 2 757        | 6,39         |             |             |
|                          | Pascal Le Manach         | LO                       | EXG                      | 705          | 1,63         |             |             |
|                          | Anthony Vanhese          | REC                      | REC                      | 566          | 1,31         |             |             |
|                          |                          |                          |                          |              |              |             |             |
| Votes valides            | Votes valides            | Votes valides            | Votes valides            | 43 173       | 97,56        | 40 862      | 93,52       |
| Votes blancs             | Votes blancs             | Votes blancs             | Votes blancs             | 781          | 1,76         | 2 224       | 5,09        |
| Votes nuls               | Votes nuls               | Votes nuls               | Votes nuls               | 299          | 0,68         | 608         | 1,39        |
| Total                    | Total                    | Total                    | Total                    | 44 253       | 100          | 43 694      | 100         |
| Abstention               | Abstention               | Abstention               | Abstention               | 26 370       | 37,34        | 26 939      | 38,14       |
| Inscrits / participation | Inscrits / participation | Inscrits / participation | Inscrits / participation | 70 623       | 62,66        | 70 633      | 61,86       |

La troisième circonscription couvre la rive-gauche de Rouen, dont son centre-ville, ainsi que la périphérie sud de la métropole. Depuis sa création, elle est un bastion indéfectible de la gauche, notamment du Parti communiste. Le Rassemblement national y réalise cependant de bons scores, supérieur à 15 % des suffrages depuis 2012. Le communiste Hubert Wulfranc, élu depuis 2017, ne se représente pas et laisse la place à son suppléant en janvier 2024. Il est élu avec un score un peu inférieur à son prédécesseur, et surperforme à Rouen avec 75 % des voix, tandis qu'il obtient environ 67 % à Sotteville-lès-Rouen et Saint-Étienne-du-Rouvray, 63 % au Petit-Quevilly et 59 % à Oissel.

#### Quatrième circonscription
Députée sortante : Alma Dufour (La France insoumise)
| Candidat                 | Candidat                 | Parti et coalition       | Nuance                   | Premier tour | Premier tour | Second tour | Second tour |
| Candidat                 | Candidat                 | Parti et coalition       | Nuance                   | Voix         | %            | Voix        | %           |
| ------------------------ | ------------------------ | ------------------------ | ------------------------ | ------------ | ------------ | ----------- | ----------- |
|                          | Guillaume Pennelle       | RN                       | RN                       | 20 748       | 39,08        | 23 693      | 47,49       |
|                          | Alma Dufour              | LFI (NFP)                | UG                       | 17 335       | 32,65        | 26 194      | 52,51       |
|                          | Laurent Bonnaterre       | HOR (ENS)                | HOR                      | 13 120       | 24,71        | Retrait     | Retrait     |
|                          | Frédéric Podguszer       | LO                       | EXG                      | 1 152        | 2,17         |             |             |
|                          | Ingrid Losfeld           | REC                      | REC                      | 736          | 1,39         |             |             |
|                          |                          |                          |                          |              |              |             |             |
| Votes valides            | Votes valides            | Votes valides            | Votes valides            | 53 091       | 97,13        | 49 887      | 91,21       |
| Votes blancs             | Votes blancs             | Votes blancs             | Votes blancs             | 1 146        | 2,10         | 3 764       | 6,88        |
| Votes nuls               | Votes nuls               | Votes nuls               | Votes nuls               | 420          | 0,77         | 1 041       | 1,90        |
| Total                    | Total                    | Total                    | Total                    | 54 657       | 100          | 54 692      | 100         |
| Abstention               | Abstention               | Abstention               | Abstention               | 31 630       | 36,66        | 31 537      | 36,57       |
| Inscrits / participation | Inscrits / participation | Inscrits / participation | Inscrits / participation | 86 287       | 63,34        | 86 229      | 63,43       |

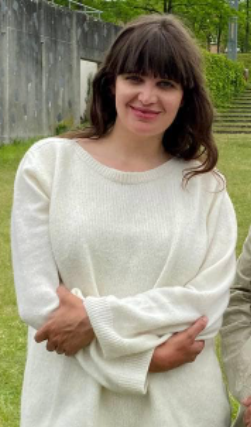
Alma Dufour est réélue députée après sa première élection en 2022.

La quatrième circonscription couvre la périphérie occidentale de Rouen ainsi que l'extrémité sud du département. Ancienne circonscription de Laurent Fabius, elle est conquise par la majorité d'Emmanuel Macron en 2017 contre le Front national qui y obtient 40 % des voix. En 2022, elle est arrachée par Alma Dufour de La France insoumise, avec 54 % des voix contre l'extrême-droite. Deux ans plus tard, elle est réélue avec une marge un peu inférieure, avec notamment 57 % des voix à Elbeuf et 51 % au Grand-Quevilly, tandis que le RN est en tête à Saint-Pierre-lès-Elbeuf et Caudebec-lès-Elbeuf.

#### Cinquième circonscription
Député sortant : Gérard Leseul (Parti socialiste) 
| Candidat                 | Candidat                 | Parti et coalition       | Nuance                   | Premier tour | Premier tour | Second tour | Second tour |
| Candidat                 | Candidat                 | Parti et coalition       | Nuance                   | Voix         | %            | Voix        | %           |
| ------------------------ | ------------------------ | ------------------------ | ------------------------ | ------------ | ------------ | ----------- | ----------- |
|                          | Jean-Cyril Montier       | RN                       | RN                       | 26 406       | 41,40        | 29 908      | 48,32       |
|                          | Gérard Leseul            | PS (NFP)                 | UG                       | 21 281       | 33,36        | 31 994      | 51,68       |
|                          | Jean Delalandre          | HOR (ENS)                | HOR                      | 14 259       | 22,35        | Retrait     | Retrait     |
|                          | Simon Sulkowski          | LO                       | EXG                      | 963          | 1,51         |             |             |
|                          | Jean-Marc Bled           | REC                      | REC                      | 880          | 1,38         |             |             |
|                          |                          |                          |                          |              |              |             |             |
| Votes valides            | Votes valides            | Votes valides            | Votes valides            | 63 789       | 97,67        | 61 902      | 94,32       |
| Votes blancs             | Votes blancs             | Votes blancs             | Votes blancs             | 1 156        | 1,77         | 2 955       | 4,50        |
| Votes nuls               | Votes nuls               | Votes nuls               | Votes nuls               | 367          | 0,56         | 771         | 1,17        |
| Total                    | Total                    | Total                    | Total                    | 65 312       | 100          | 65 628      | 100         |
| Abstention               | Abstention               | Abstention               | Abstention               | 29 562       | 31,16        | 29 279      | 30,85       |
| Inscrits / participation | Inscrits / participation | Inscrits / participation | Inscrits / participation | 94 874       | 68,84        | 94 907      | 69,15       |

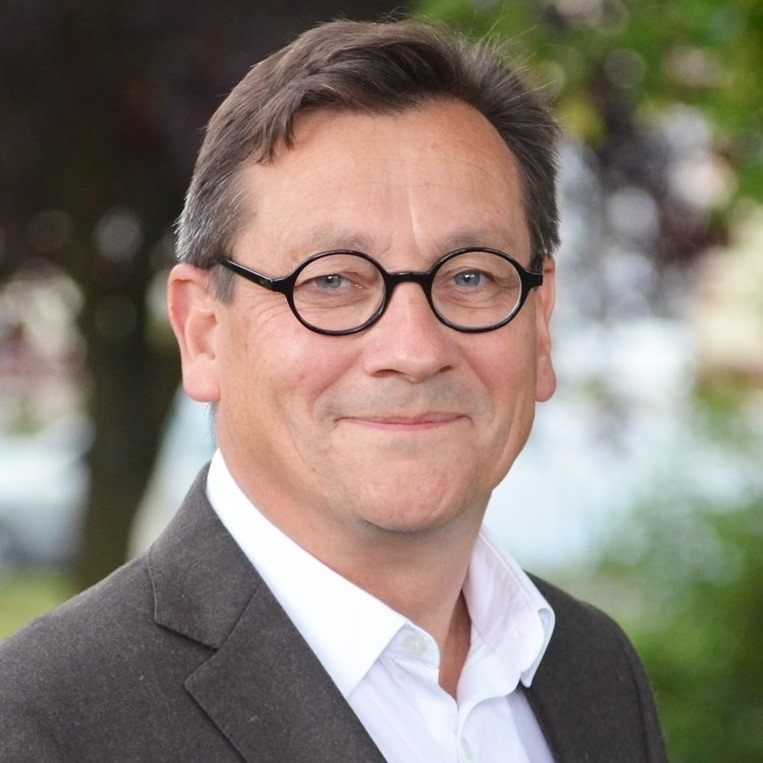
Gérard Leseul est réélu député depuis une élection législative partielle en septembre 2020.

Bastion socialiste indéfectible depuis le redécoupage de 1988, la cinquième circonscription couvre le sud-ouest du département. Le Rassemblement national accède au second tour pour la première fois lors d'une élection partielle en 2020 mais le socialiste Gérard Leseul l'emporte largement au second tour. En 2022, il est réélu avec 55 % des voix, et avec moins de 52 % deux ans plus tard. Il est largement en tête à Notre-Dame-de-Bondeville avec 62 % des voix et obtient 51 % à Port-Jérôme-sur-Seine, tandis que l'extrême-droite est en tête à Pavilly et au Trait notamment.

#### Sixième circonscription
Député sortant : Sébastien Jumel (Parti communiste français) 
| Candidat                 | Candidat                 | Parti et coalition       | Nuance                   | Premier tour | Premier tour | Second tour | Second tour |
| Candidat                 | Candidat                 | Parti et coalition       | Nuance                   | Voix         | %            | Voix        | %           |
| ------------------------ | ------------------------ | ------------------------ | ------------------------ | ------------ | ------------ | ----------- | ----------- |
|                          | Patrice Martin           | RN                       | RN                       | 32 235       | 44,91        | 36 281      | 51,21       |
|                          | Sébastien Jumel          | PCF (NFP)                | UG                       | 24 763       | 34,50        | 34 571      | 48,79       |
|                          | Stéphane Accard          | LR (UDC)                 | LR                       | 12 916       | 17,99        |             |             |
|                          | Olivier Cléland          | REC                      | REC                      | 1 009        | 1,41         |             |             |
|                          | Éric Moisan              | LO                       | EXG                      | 861          | 1,20         |             |             |
|                          |                          |                          |                          |              |              |             |             |
| Votes valides            | Votes valides            | Votes valides            | Votes valides            | 71 784       | 97,37        | 70 852      | 94,44       |
| Votes blancs             | Votes blancs             | Votes blancs             | Votes blancs             | 1 436        | 1,95         | 3 287       | 4,38        |
| Votes nuls               | Votes nuls               | Votes nuls               | Votes nuls               | 500          | 0,68         | 884         | 1,18        |
| Total                    | Total                    | Total                    | Total                    | 73 720       | 100          | 75 023      | 100         |
| Abstention               | Abstention               | Abstention               | Abstention               | 35 541       | 32,53        | 34 252      | 31,34       |
| Inscrits / participation | Inscrits / participation | Inscrits / participation | Inscrits / participation | 109 261      | 67,47        | 109 275     | 68,66       |

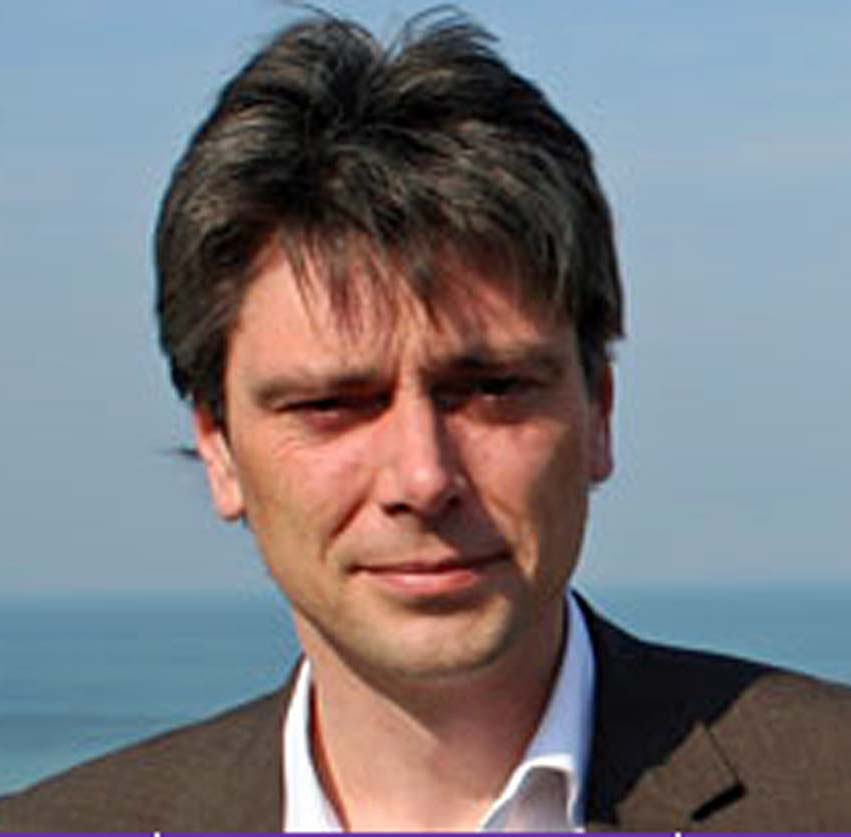
Sébastien Jumel est battu après sept années de députation.

Couvrant le nord-est du département, la sixième circonscription est essentiellement rurale. Bastion de la gauche depuis le redécoupage de 2010, où le communiste Sébastien Jumel est réélu avec 57 % des voix en 2022, il est remporté pour la première fois par le Rassemblement national lors de ce scrutin. Au cours de la campagne, le candidat élu est pourtant la cible de polémiques sur des publications jugées racistes, homophobes et antisémites sur les réseaux sociaux. Le député sortant reste largement en tête à Dieppe avec 64 % des voix et à Offranville avec 57 % des suffrages, tandis que l'extrême-droite réalise de bons scores à Aumale et Saint-Nicolas-d'Aliermont avec 59 % des voix,.

#### Septième circonscription
Députée sortante : Agnès Firmin-Le Bodo (Horizons)
| Candidat                 | Candidat                 | Parti et coalition       | Nuance                   | Premier tour | Premier tour | Second tour | Second tour |
| Candidat                 | Candidat                 | Parti et coalition       | Nuance                   | Voix         | %            | Voix        | %           |
| ------------------------ | ------------------------ | ------------------------ | ------------------------ | ------------ | ------------ | ----------- | ----------- |
|                          | Agnès Firmin-Le Bodo     | HOR (ENS)                | HOR                      | 19 734       | 34,83        | 36 050      | 66,18       |
|                          | Anaïs Thomas             | RN                       | RN                       | 16 221       | 28,63        | 18 423      | 33,82       |
|                          | Florence Martin-Péréon   | PS (NFP)                 | UG                       | 16 211       | 28,62        | Retrait     | Retrait     |
|                          | Jacques Forestier        | LR - NÉ (UDC)            | LR                       | 1 489        | 2,63         |             |             |
|                          | Catherine Omont          | LRDG                     | DVG                      | 1 292        | 2,28         |             |             |
|                          | Jean-Paul Macé           | LO                       | EXG                      | 610          | 1,08         |             |             |
|                          | Isabelle Ducœurjoly      | REC                      | REC                      | 553          | 0,98         |             |             |
|                          | Véronique de la Brosse   | DLF                      | DSV                      | 541          | 0,95         |             |             |
|                          |                          |                          |                          |              |              |             |             |
| Votes valides            | Votes valides            | Votes valides            | Votes valides            | 56 651       | 97,36        | 54 473      | 94,35       |
| Votes blancs             | Votes blancs             | Votes blancs             | Votes blancs             | 1 419        | 2,44         | 3 009       | 5,21        |
| Votes nuls               | Votes nuls               | Votes nuls               | Votes nuls               | 119          | 0,20         | 253         | 0,44        |
| Total                    | Total                    | Total                    | Total                    | 58 189       | 100          | 57 735      | 100         |
| Abstention               | Abstention               | Abstention               | Abstention               | 27 344       | 31,97        | 27 809      | 32,51       |
| Inscrits / participation | Inscrits / participation | Inscrits / participation | Inscrits / participation | 85 533       | 68,03        | 85 544      | 67,49       |

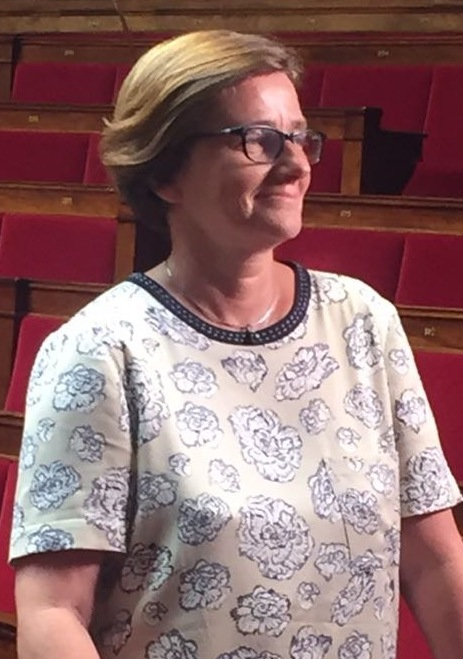
La députée réélue Agnès Firmin-Le Bodo est une proche d'Édouard Philippe.

La septième circonscription est composée d'une partie du Havre, surtout l'ouest, ainsi que les communes périphériques au nord, dont Montivilliers, Octeville-sur-Mer et Sainte-Adresse. Ancienne circonscription d'Édouard Philippe, elle est un fief de la droite et Agnès Firmin-Le Bodo est facilement élue pour le remplacer en 2017. Réélue en 2022 face à la gauche avec 58 % des voix, elle est plus facilement réélue deux ans plus tard face au Rassemblement national, qui réalise une percée dans la circonscription et alors que la gauche, arrivée troisième, se retire. La député sortante réunit 73 % des voix à Sainte-Adresse, 69 % au Havre ainsi que 59 % à Montivilliers et Octeville,. Mannevillette est la seule commune où l'extrême-droite est en tête, avec 51,3 % des voix.

#### Huitième circonscription
Député sortant : Jean-Paul Lecoq (Parti communiste français)
| Candidat                 | Candidat                 | Parti et coalition       | Nuance                   | Premier tour | Premier tour | Second tour | Second tour |
| Candidat                 | Candidat                 | Parti et coalition       | Nuance                   | Voix         | %            | Voix        | %           |
| ------------------------ | ------------------------ | ------------------------ | ------------------------ | ------------ | ------------ | ----------- | ----------- |
|                          | Jean-Paul Lecoq          | PCF (NFP)                | UG                       | 16 205       | 42,81        | 23 040      | 63,08       |
|                          | Isabelle Le Coz          | RN                       | RN                       | 11 855       | 31,32        | 13 485      | 36,92       |
|                          | Régis Debons             | HOR (ENS)                | HOR                      | 8 040        | 21,24        |             |             |
|                          | Benoit Naous             | LR (UDC)                 | LR                       | 1 245        | 3,29         |             |             |
|                          | Magali Cauchois          | LO                       | EXG                      | 504          | 1,33         |             |             |
|                          |                          |                          |                          |              |              |             |             |
| Votes valides            | Votes valides            | Votes valides            | Votes valides            | 37 849       | 97,44        | 36 525      | 93,69       |
| Votes blancs             | Votes blancs             | Votes blancs             | Votes blancs             | 955          | 2,46         | 2 373       | 6,09        |
| Votes nuls               | Votes nuls               | Votes nuls               | Votes nuls               | 41           | 0,11         | 86          | 0,22        |
| Total                    | Total                    | Total                    | Total                    | 38 845       | 100          | 38 984      | 100         |
| Abstention               | Abstention               | Abstention               | Abstention               | 25 631       | 39,75        | 25 507      | 39,55       |
| Inscrits / participation | Inscrits / participation | Inscrits / participation | Inscrits / participation | 64 476       | 60,25        | 64 491      | 60,45       |

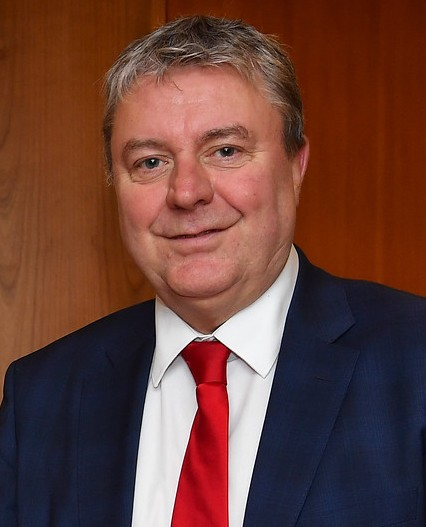
Jean-Paul Lecoq, réélu depuis 2017, a été député pour la première fois en 2007 avant le redécoupage de 2010.

La huitième circonscription est un fief indéfectible de la gauche depuis le redécoupage de 1988, détenue par le communiste Jean-Paul Lecoq depuis 2017. Elle couvre le sud du Havre ainsi que quelques communes limitrophes, soit une partie de Montivilliers, Harfleur, Gonfreville-l'Orcher et Gainneville. Le Rassemblement national y réalise une importante percée lors de ce scrutin, doublant son nombre de voix depuis 2022. Le député communiste sortant obtient le soutien d'Édouard Philippe pour le second tour. Il est néanmoins réélu avec une marge un peu plus faible qu'il y a deux ans face à un candidat du camp présidentiel. Il réunit près de 66 % des voix au Havre, 58 % à Gonfreville-l'Orcher, 52 % à Gainneville et 51 % à Harfleur.

#### Neuvième circonscription
Députée sortante : Marie-Agnès Poussier-Winsback (Horizons)
| Candidat                 | Candidat                      | Parti et coalition       | Nuance                   | Premier tour | Premier tour | Second tour | Second tour |
| Candidat                 | Candidat                      | Parti et coalition       | Nuance                   | Voix         | %            | Voix        | %           |
| ------------------------ | ----------------------------- | ------------------------ | ------------------------ | ------------ | ------------ | ----------- | ----------- |
|                          | Douglas Potier                | RN                       | RN                       | 28 528       | 44,58        | 31 122      | 49,66       |
|                          | Marie-Agnès Poussier-Winsback | HOR (ENS)                | HOR                      | 20 528       | 32,08        | 31 548      | 50,34       |
|                          | Christiane Rouxel             | LFI (NFP)                | UG                       | 11 845       | 18,51        |             |             |
|                          | René Pinato                   | LO                       | EXG                      | 1 122        | 1,75         |             |             |
|                          | Patrick Bucourt               | DLF                      | DSV                      | 967          | 1,51         |             |             |
|                          | Christophe Ros                | REC                      | REC                      | 615          | 0,96         |             |             |
|                          | Aude de Castet                | AC (LC)                  | DVC                      | 392          | 0,61         |             |             |
|                          | Solène Morel                  | ratt. LÉ                 | DVG                      | 1            | 0,00         |             |             |
|                          |                               |                          |                          |              |              |             |             |
| Votes valides            | Votes valides                 | Votes valides            | Votes valides            | 63 998       | 97,03        | 62 670      | 94,97       |
| Votes blancs             | Votes blancs                  | Votes blancs             | Votes blancs             | 1 553        | 2,35         | 2 534       | 3,84        |
| Votes nuls               | Votes nuls                    | Votes nuls               | Votes nuls               | 408          | 0,62         | 785         | 1,19        |
| Total                    | Total                         | Total                    | Total                    | 65 959       | 100          | 65 989      | 100         |
| Abstention               | Abstention                    | Abstention               | Abstention               | 29 474       | 30,88        | 29 459      | 30,86       |
| Inscrits / participation | Inscrits / participation      | Inscrits / participation | Inscrits / participation | 95 433       | 69,12        | 95 448      | 69,14       |

La neuvième circonscription couvre l'ouest du département, à l'exclusion de l'aire urbaine du Havre. Elle est un fief de la droite, mais l'extrême-droite y réalise de bons scores également, le Front national accédant au second tour dès 2017. En 2022,  Marie-Agnès Poussier-Winsback est élue de justesse pour Horizons face au Rassemblement national, avec 50,8 % des voix. Deux ans plus tard, elle est réélue avec une marge plus faible encore. Parmi les principales villes, la députée sortante réunit 56 % des voix à Fécamp et 57 % à Saint-Romain-de-Colbosc, tandis que le RN est en tête à Bolbec avec 58 % des suffrages.

#### Dixième circonscription
Député sortant : Xavier Batut (Horizons) 
| Candidat                 | Candidat                 | Parti et coalition       | Nuance                   | Premier tour | Premier tour | Second tour | Second tour |
| Candidat                 | Candidat                 | Parti et coalition       | Nuance                   | Voix         | %            | Voix        | %           |
| ------------------------ | ------------------------ | ------------------------ | ------------------------ | ------------ | ------------ | ----------- | ----------- |
|                          | Robert Le Bourgeois      | RN                       | RN                       | 34 431       | 45,29        | 38 606      | 51,67       |
|                          | Xavier Batut             | HOR (ENS)                | HOR                      | 19 420       | 25,55        | 36 115      | 48,33       |
|                          | Handy Barré              | PCF (NFP)                | UG                       | 13 254       | 17,44        |             |             |
|                          | Jean-Nicolas Rousseau,   | LC (UDC)                 | DVD                      | 6 089        | 8,01         |             |             |
|                          | Alain Rivière            | LO                       | EXG                      | 1 033        | 1,36         |             |             |
|                          | Nicolas Dumas            | REC                      | REC                      | 901          | 1,19         |             |             |
|                          | Rémi Lécuyer             | DLF                      | DSV                      | 890          | 1,17         |             |             |
|                          |                          |                          |                          |              |              |             |             |
| Votes valides            | Votes valides            | Votes valides            | Votes valides            | 76 018       | 97,06        | 74 721      | 95,13       |
| Votes blancs             | Votes blancs             | Votes blancs             | Votes blancs             | 1 694        | 2,16         | 2 971       | 3,78        |
| Votes nuls               | Votes nuls               | Votes nuls               | Votes nuls               | 607          | 0,78         | 853         | 1,09        |
| Total                    | Total                    | Total                    | Total                    | 78 319       | 100          | 78 545      | 100         |
| Abstention               | Abstention               | Abstention               | Abstention               | 32 566       | 29,37        | 32 342      | 29,17       |
| Inscrits / participation | Inscrits / participation | Inscrits / participation | Inscrits / participation | 110 885      | 70,63        | 110 887     | 70,83       |

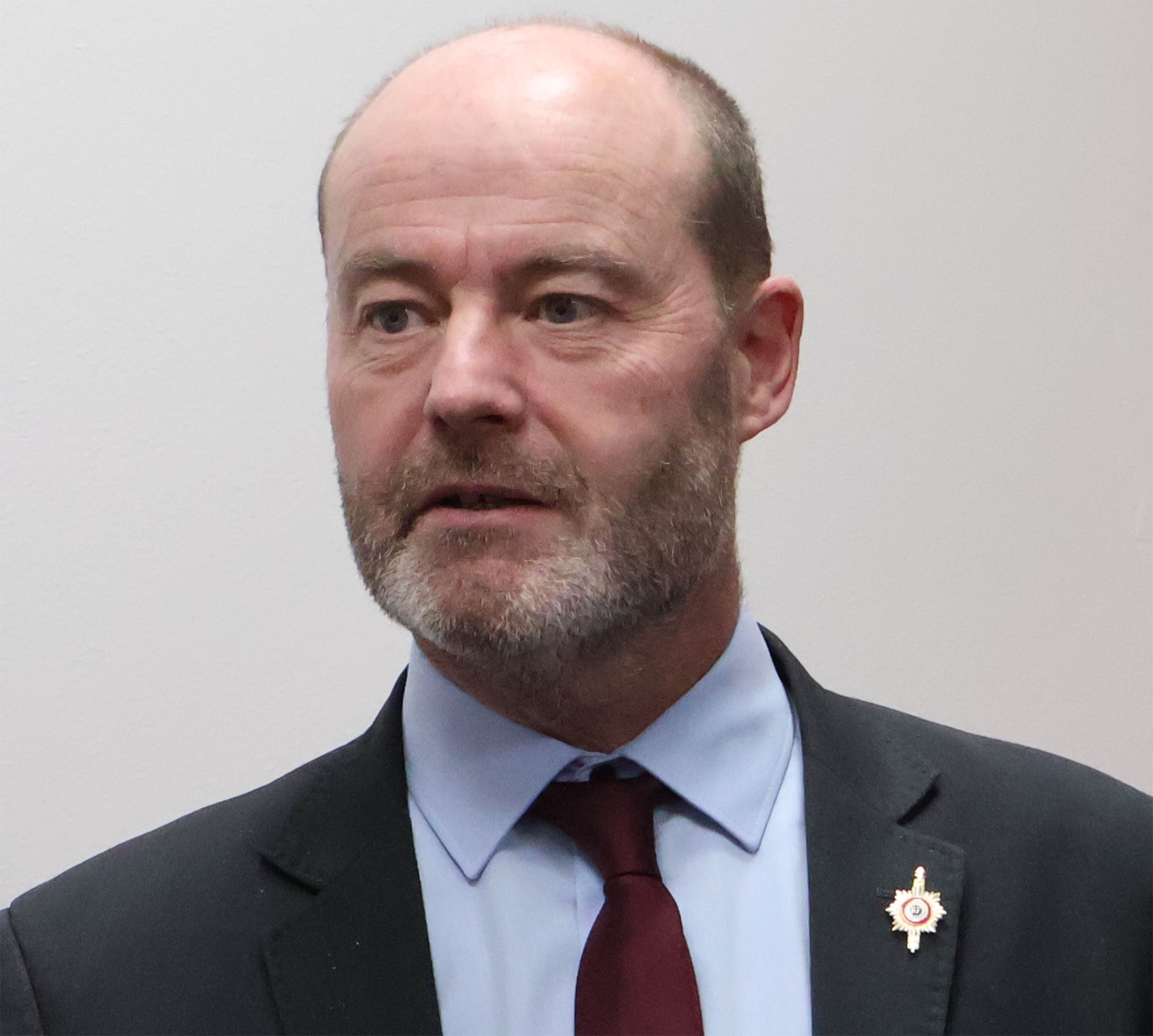
Robert Le Bourgeois devient député lors de sa première candidature à une élection législative.

La dixième circonscription couvre le centre-nord rural du département. Le député sortant Xavier Batut a été élu pour la première fois en 2017 face au Front national avec 62 % des voix, et est réélu de justesse en 2022 avec 51 % des voix face au Rassemblement national. Deux ans plus tard, il est finalement battu de peu par Robert Le Bourgeois, le nouveau candidat du RN. Le député sortant obtient 55 % des voix au sein de la principale ville de la circonscription, Yvetot, ainsi que 57 % à Saint-Valery-en-Caux et 54 % à Montville, tandis que le RN est en tête à Cany-Barville.